# Qvadriga
Qvadriga è un videogioco gestionale sportivo tattico ambientato nell'Antica Roma, pubblicato nel 2014 per Windows dalla Slitherine Software, dove il giocatore prende il controllo di una squadra di bighe e la porta alla vittoria in tutto l'impero.

## Modalità di gioco
Il gioco si divide in due modalità: Campagna e Gara singola.
La campagna inizia con sette circuiti iniziali, mentre altri saranno sbloccati col progredire del gioco. Scelto un circuito (o mentre ci si prepara in una gara singola), toccherà scegliere una delle sei fazioni del gioco: Russata, Albata, Veneta, Praesina, Aurata e Purpura. Ogni fazione dona tre aggiornamenti fissi alla squadra, tra aurighi, bighe e cavalli, ma una volta scelta la fazione è possibile scegliere liberamente altri tre aggiornamenti. Per finire, si sceglie se rendere le gare statiche o dinamiche. Se si sceglie Statiche, l'azione della gara si ferma ad ogni turno (che dura dieci secondi), che darà al giocatore il tempo di studiare la situazione e decidere la propria mossa, mentre se si sceglie Dinamiche, l'azione continua e il giocatore dovrà decidere la sua prossima mossa prima che finisca il turno. La campagna potrà anche essere Normale o Epica: se si sceglie la seconda opzione, per vincere bisogna anche essere l'auriga con il maggior numero di vittorie.
Sei sono gli aggiornamenti, due per categoria. Gli aurighi possono migliorare l'Abilità (curve più facili e maggiori accelerazioni quando attaccano gli avversari) e la Costituzione (più salute e meno probabilità di finire storditi); le bighe possono migliorare la Qualità (maggiore accelerazione) e le Dimensioni (più danno e maggior resistenza ai colpi); i cavalli, infine, possono migliorare la Velocità (maggior velocità massima) e la Resistenza (maggiori valori di salute).
Ogni gara è divisa in tre giri. Ogni corridore possiede specifiche barre di salute separate per ognuna delle ruote, la biga e ognuno dei quattro cavalli, che subiscono tutti danni in base agli schianti, alle lacerazioni, alle frustrazioni dei cavalli e alle curve ad alte velocità. Tra gli ordini disponibili, è possibile spostarsi di lato (fino a tre corsie per direzione), accelerare, usare la frusta, frenare, schiantarsi, lacerare (ovvero frustrare gli avversari), riprendere il controllo (migliorando così la stabilità) e mettersi in posizione di guardia.

## Accoglienza
| Testata                          | Versione | Giudizio |
| -------------------------------- | -------- | -------- |
| Metacritic (media al 16-05-2020) | PC       | 72/100   |
| Eurogamer                        | PC       | 6/10     |
| Gamelite.it                      | PC       | 7/10     |

Il gioco ha avuto un'accoglienza superiore alla media, stando alle recensioni presenti su Metacritic, sul quale ha ottenuto un punteggio di 72/100 in base alle 5 recensioni.
Il sito web Eurogamer ha votato il gioco con un 6/10, considerandolo un titolo poco profondo nonostante le sue premesse. Rock, Paper, Shotgun lo ha accolto più positivamente. Il sito web italiano Gamelite.it lo ha votato con un 7.0/10, considerandolo intrigante dal punto di vista della grafica e del gameplay, ma criticandone la mancanza di un tutorial e della modalità multigiocatore.